# International Mall of Suriname
De International Mall of Suriname (IMS) is een winkelcentrum in Paramaribo. De officiële opening van het winkelcentrum vond plaats op 7 juli 2024. De ondernemer achter het project is Soeniel Kalloe.
De eerste steen voor de mall werd op 3 november 2017 gelegd. Het gebouw werd ontworpen door architect Peter Tenniglo en de kosten werden bij aanvang begroot op vijf miljoen USD. Van de 5.000 vierkante meter aan vloeroppervlakte werd 3.600 gereserveerd voor units. Tijdens de bouw werd de unitruimte uitgebreid naar 7.000 vierkante meter.
De oplevering van het pand was voorzien voor eind 2018 / begin 2019. De bouw liep echter vertraging op door een dispuut over de staalconstructie die tot en met eind 2019 voor de rechter werd uitgevochten en uitliep op een beslaglegging. De Cocktail Lounge Mingle werd op 24 juni als eerste geopend, door vicepresident Ronnie Brunswijk.
Het centrum richt zich naast winkels en horeca op recreatie en entertainment. De inrichting is bedoeld om de klanten het gevoel te geven in het buitenland te zijn. In 2023 werd het Hard Rock Cafe met een oppervlakte van 5250 m² in de mall geopend. en in mei 2023 werd een kunstschildering op de muur van Kentucky Fried Chicken onthuld.

## Galerij
Paramaribo: Hermitage Mall · International Mall of Suriname · Maretraite Mall · Suriname Times Mall